# 小野妹子
小野 妹子（おのの いもこ、生没年不詳）は、飛鳥時代の官人。姓は臣。冠位は大徳。妹子臣とも表記される。また、名前から女性と誤解されるが、男性である。（以下詳細）。また小野小町、小野道風、小野篁は子孫。
『日本書紀』によると、推古天皇の時代に冠位大礼で大使に選ばれ大唐（当時の隋）に派遣された（→遣隋使）。日本の通説では『隋書』が記録する「日出処天子」の文言で知られる国書を携えた使者は小野妹子とされる。

## 経歴

### 出自
近江国滋賀郡小野村（現大津市小野）の豪族で、天足彦国押人命を氏祖とする小野氏の出身。『大日本史』によれば天帯彦国押人命（＝天足彦国押人命）の6世孫である米餅搗大使主の後裔にあたる。『古事記』孝昭天皇の段に「天押帯日子命は……春日臣……小野臣……の祖なり」とあり『日本書紀』孝昭天皇の段にも「天足彦国押人命はこれ和珥の臣等の始祖なり」とある。
系譜は明らかでないが、一般に流布されている小野氏の系図では、妹子を敏達天皇の皇子である春日皇子の子とする。
『日本書紀』雄略紀において「春日小野臣大樹」との人物が登場し、妹子はこの大樹の後裔とする説もあり、この説の場合は春日仲君の娘老女子が敏達天皇の妃となり春日皇子を産んだことから、小野氏を春日皇子の系統に繋いだと想定するが、定かではない。

### 遣隋使
『日本書紀』（巻第22）によれば「十五年……秋七月 戊申朔庚戌 大禮小野臣妹子遣於大唐 以鞍作福利為通事」とあり、推古天皇15年（607年）に通訳の鞍作福利らと共に大唐（当時の隋）に派遣された。当地において「蘇因高」と呼称された妹子は、推古天皇16年（608年）4月に隋の使臣裴世清を伴って帰国したが、隋の皇帝煬帝からの返書を経由地の百済において紛失したと報告（紛失に関しては古来より議論がある）、その罪は流刑に相当するものであったが、推古天皇によって恩赦され罪に問われなかった。同年9月には裴世清の帰国に合わせて再び大使として隋に派遣され、学生の福因、恵明、玄理、大国、および学問僧の日文、請安、慧隠、広斉ら8名の留学生留学僧とともに国書を携え当地に赴き、翌年の推古17年（609年）9月に帰国した。『続日本紀』（和銅七年四月条）、『新撰姓氏録』などによれば、のち冠位は大徳にまで昇進している。
『隋書』「卷八十一 列傳第四十六 東夷 俀國」には、大業三年（607年）、隋の皇帝煬帝が激怒したことで有名な 「日出處天子致書日沒處天子無恙云云」との文言がある。『隋書』には倭王の名（姓は阿毎、字は多利思比孤）はあるが国書を持参した者の名前の記載はなく、ただ使者とあるのみである。

### 池坊「華道の祖」伝承
小野妹子は華道の家元、池坊において「華道の祖」とされている。池坊家の伝承によれば、四天王寺建立のための用材を求めて京都に赴いた聖徳太子が、霊木を得て当地に六角堂（現頂法寺）を建立し、同道した小野妹子に太子持仏の如意輪観音を本尊としてこれを守るよう命じたという。「小野妹子専務」と称し六角堂最初の住職となった妹子は、境内にある池の傍らに坊舎を構えて朝夕仏前に花を供えたという。これが華道池坊の起こりであり、以来、代々家元は「専務」から「専」の一文字を取って受け継いできたとされる。

## 墓

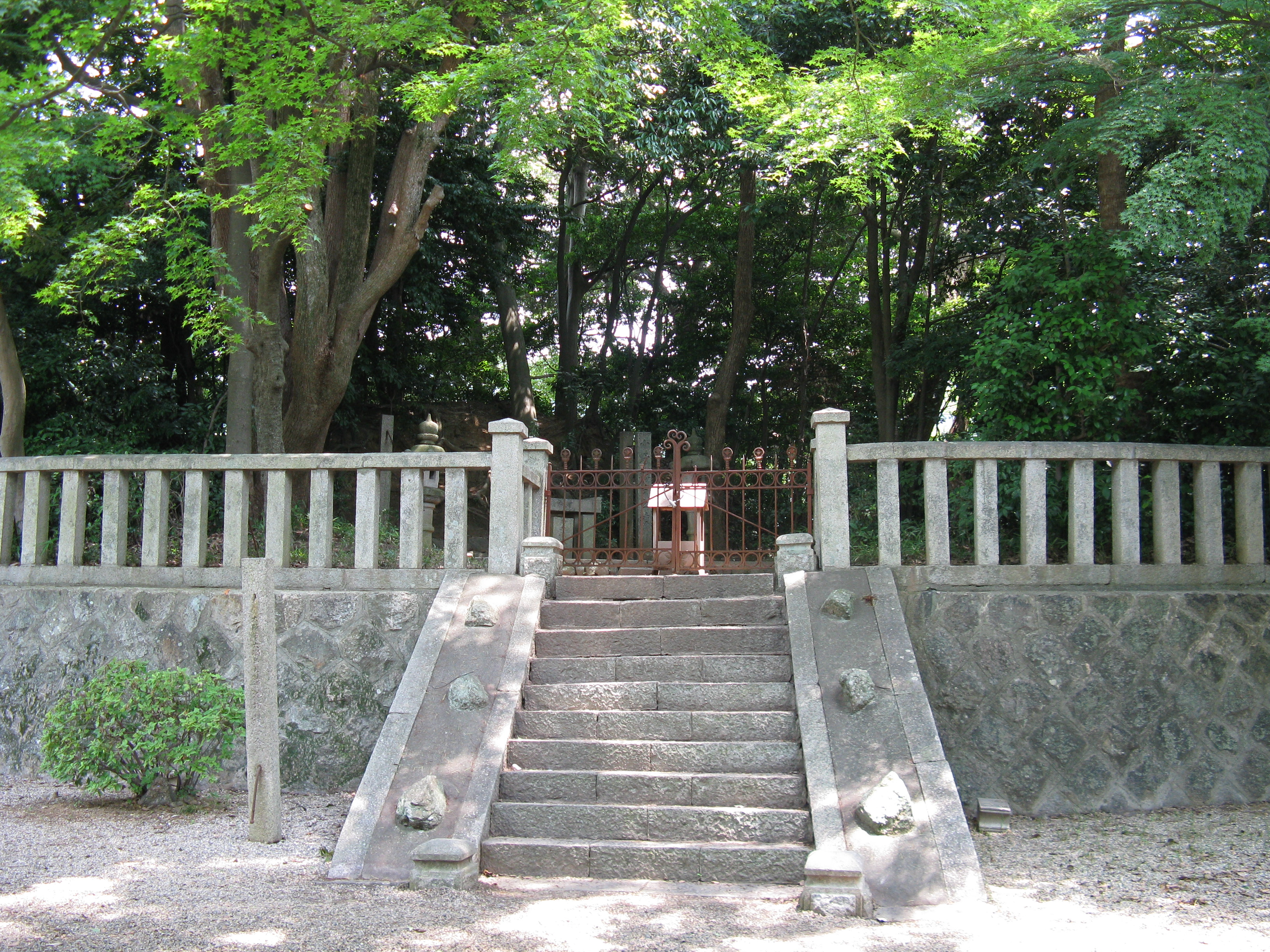
妹子廟（太子町）

小野妹子の墓と伝えられる小さな塚が大阪府南河内郡太子町の科長神社南側にある小高い丘の上にある。妹子を道祖に祭る華道の家元、池坊によって管理され、毎年6月30日に墓前祭が営まれている。当地は平成元年に大阪みどりの百選に選定された。
一方、小野妹子の生誕地とされる滋賀県大津市にある小野妹子公園（JR小野駅徒歩10分、市立小野小学校南）内の史跡・唐臼山古墳（からうすやまこふん）を小野妹子の墓とする説があり、墳丘上に小野妹子神社が建立されている。
あわせて同古墳の南側にある古墳が妹子の父の墓である可能性が指摘されている。なお、後者は大津市教育委員会による事前調査が行われたのち破却され現存しない。

## 関連する祭り
毎年11月3日の文化の日に大津市の小野・和邇地区一帯で「遣隋使小野妹子のふるさと和邇」通称「小野妹子まつり」が開催されている。遣隋使1400年記念として2007年（平成19年）より始まった町興し事業で、歴史衣装行列、餅神輿、餅まき、妹子汁の試食、スタンプラリー抽選会、歴史の道ウォーキングなどの催しでにぎわう。

## 名前
「妹子」という名から女性であると誤解されることがあるが、男性である。
古代の日本では、人名の最後に「〜子（あるいは古）」と付ける風習が男女問わずあり、男性名についても珍しいものではなかった（例：蘇我馬子、中臣鎌子（鎌足）、阿部鳥子など）。しかし、奈良時代以降、日本において「〜子」は、女性名の最後に付ける文字になった。これに加え、名前に「妹」の字が付いていることもあって、一見すると小野妹子を女性の名前のように感じるが男性である。
ただし、男性名に「妹」の字を使用した理由については、現在でも詳細は判明していない。なお「妹」はかつては「いも」と読み、男性からみた同腹の女性の他、恋人や妻などの親しい女性全般を指す言葉であった。

## 備考
タレントの榎木さりなが妹子の末裔であるとしているが、確固たる証拠や根拠などが一切無く、あくまで自称にすぎない。